# Mono Mills
Pour les articles homonymes, voir Mono.
Mono Mills, ou simplement Mono, est un village fantôme situé en Californie, sur le versant oriental de la Sierra Nevada, dans le comté de Mono, à 15 km à l'est de Lee Vining. Situé le long de la California State Route 120, le site a pratiquement disparu.
Mono Mills a vu le jour dans le but d'alimenter en bois les mines de Bodie. La première scierie est créée en 1880. L'année suivante, une petite ligne de chemin de fer relie les deux villes. À son apogée, Mono Mills fournit 163 000 m3 de bois par an.